# Бобруйская улица (Санкт-Петербург)
Бобру́йская улица — улица в Калининском районе Санкт-Петербурга. Находится на Выборгской стороне. Начинается от улицы Комиссара Смирнова и, изгибаясь почти под прямым углом, выходит к Лесному проспекту между домами 13 и 15.

## История
Улица появилась на картах города в 1909 году, как Новая улица. Поскольку этот топоним был не единичным, 27 февраля 1941 года была названа Бобруйской в честь города Бобруйска (ныне — Белоруссия).

## Здания

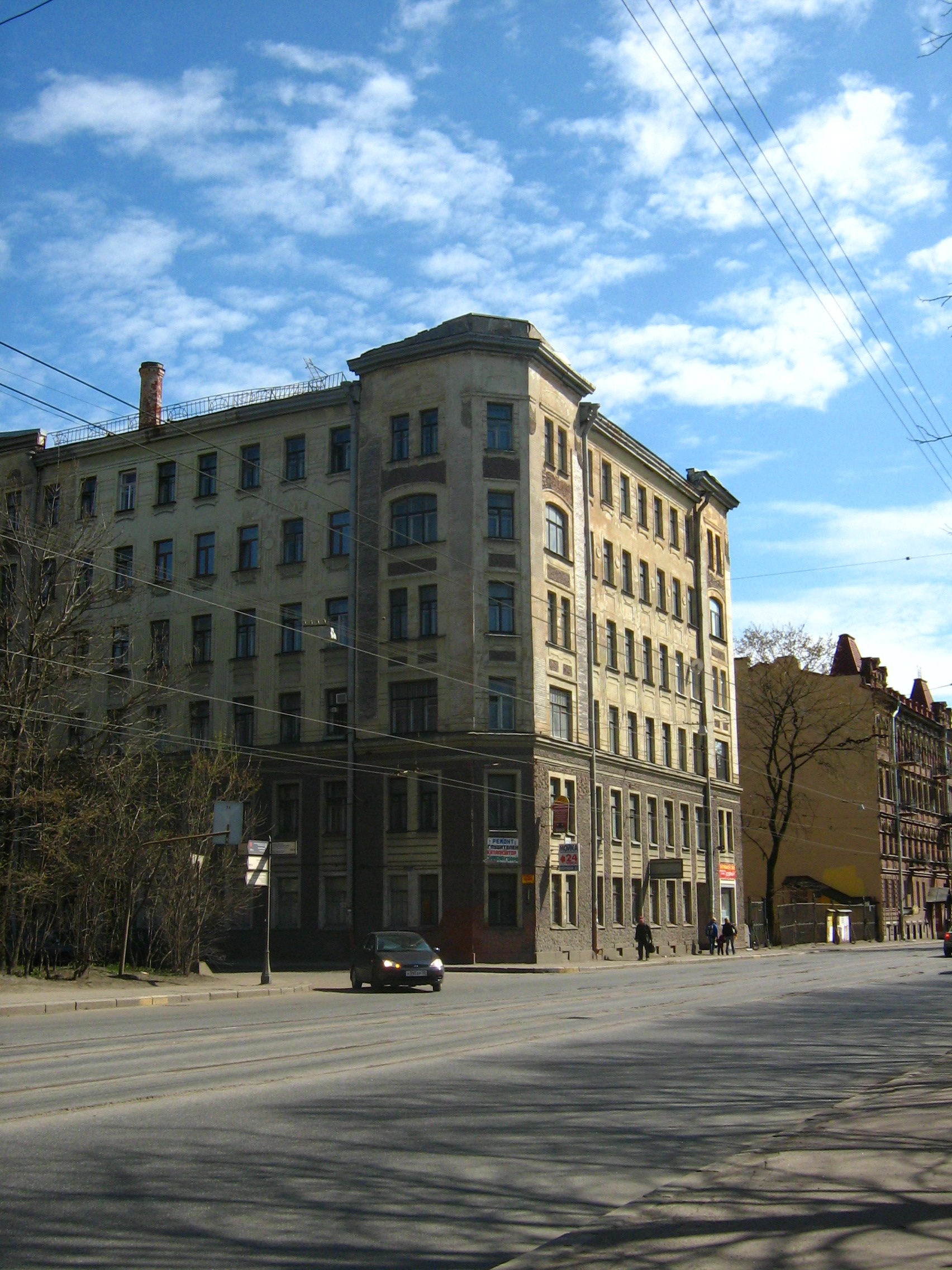
Дом на углу Бобруйской и Лесного

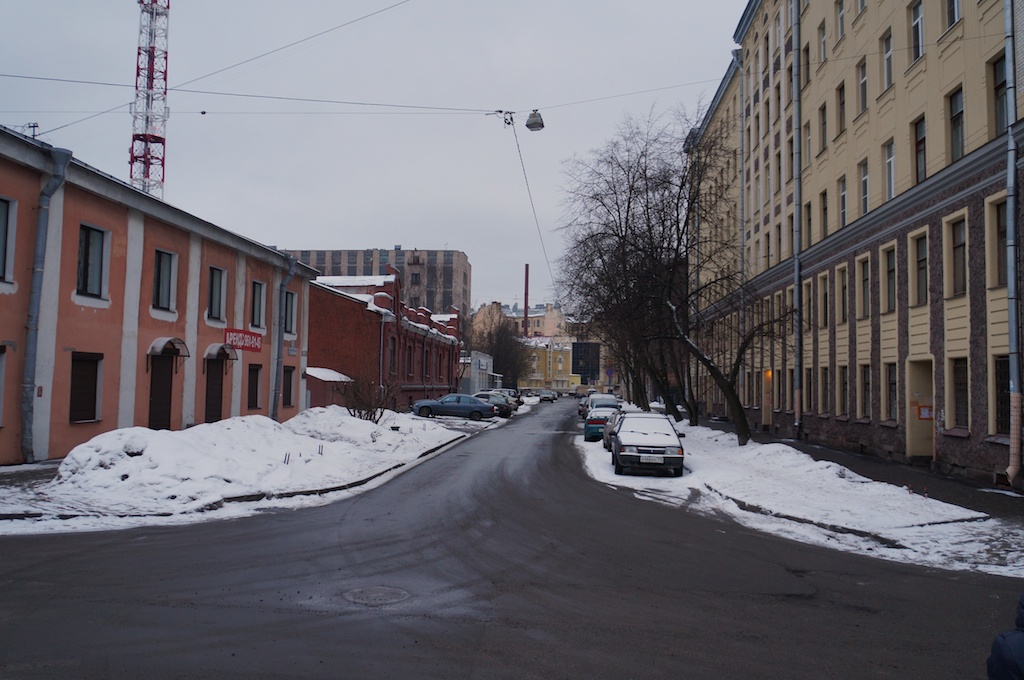
Бобруйская улица (вид в сторону улицы Комиссара Смирнова)

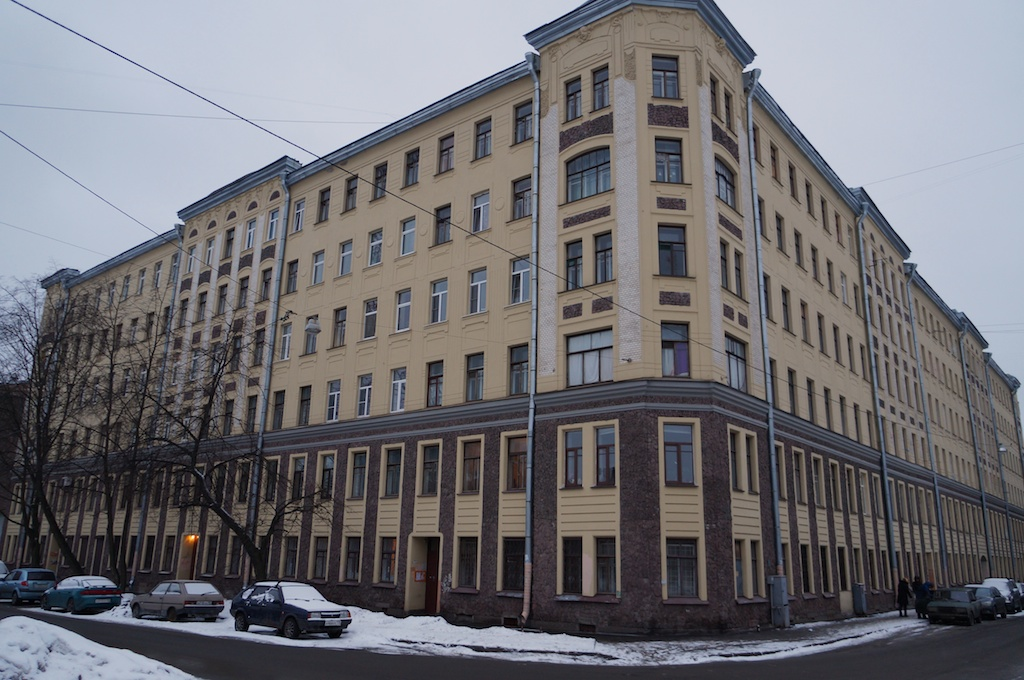
Бобруйская улица, дом 8

- Дом № 2 (угловой с ул. Комиссара Смирнова, 5) — доходный дом, построенный в 1899—1900 годах по проекту архитектора А. Д. Донченко.
- Дом № 4 — был перестроен архитектором А. И. Дитрихом в 1909 году специально для Стебутовских сельскохозяйственных женских курсов. Курсы были открыты в 1904 году и до переезда на Новую (Бобруйскую) улицу находились на Николаевской (нынешней Марата), в доме 35. Названы по фамилии одного из основателей — известного агронома И. А. Стебута (1833—1923). О курсах и курсистках можно почитать в книге воспоминаний Льва Успенского «Записки старого петербуржца». Будущий писатель в детстве жил на Лесном проспекте, 9 (архитектор П. М. Мульханов, 1900—1901 годы постройки) — через двор от Стебутовских курсов.
- Дом № 8 (Лесной проспект, 13) — доходный дом В. Н. Крестина. Построен по проекту Н. И. Иванова в 1903—1904 годах. Расширен в 1915 году по проекту Н. И. Постникова. Здание занимает половину квартала, выходя на обе части Бобруйской улицы и на Лесной. В нём в кв. 41 до 1932 года жили Леонид Николаев и Мильда Драуле (а затем до Большого террора продолжали жить родственники Леонида Николаева).